# バレンシア大聖堂
バレンシア大聖堂（スペイン語: Catedral de Valencia）は、スペイン・バレンシア州バレンシア県バレンシアにあるローマ・カトリックの大聖堂（教区教会）。正式名称はメトロポリタン大聖堂 - バレンシア・聖母の被昇天教会（スペイン語: Iglesia Catedral-Basílica Metropolitana de la Asunción de Nuestra Señora de Valencia）。

## 歴史
かつてこの場所には西ゴート族の大聖堂があり、ムーア人の元ではモスクとして使用されていた。バレンシア大聖堂の大部分は13世紀から15世紀の間に建てられた。主にゴシック様式が用いられているが、何世紀にもわたって建設が続いた結果、初期ロマネスク様式、バレンシア・ゴシック様式、ルネサンス様式、バロック様式、新古典主義様式などが混在している。1931年には重要文化財(BIC)に指定された。

## ギャラリー

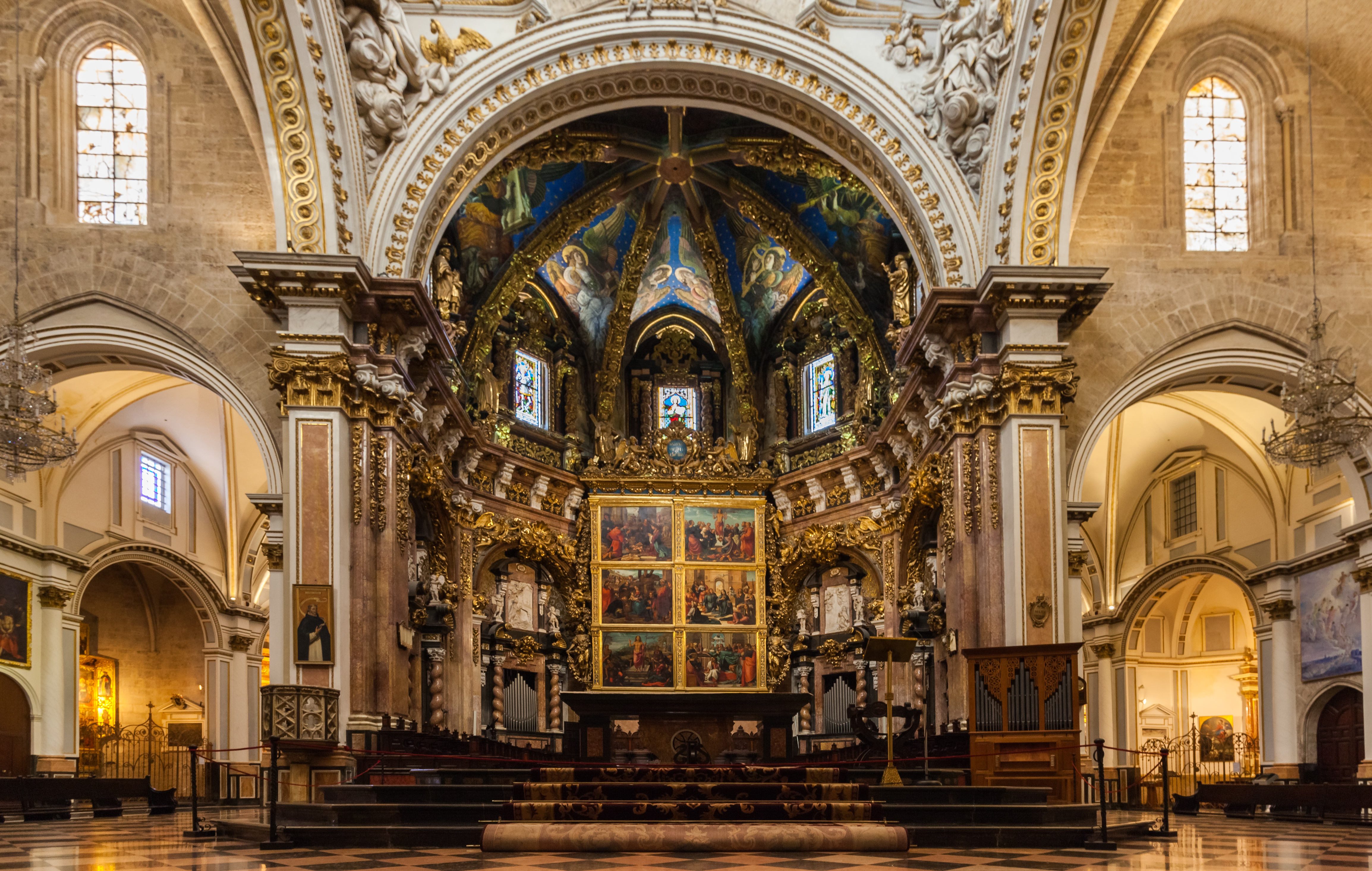
内陣
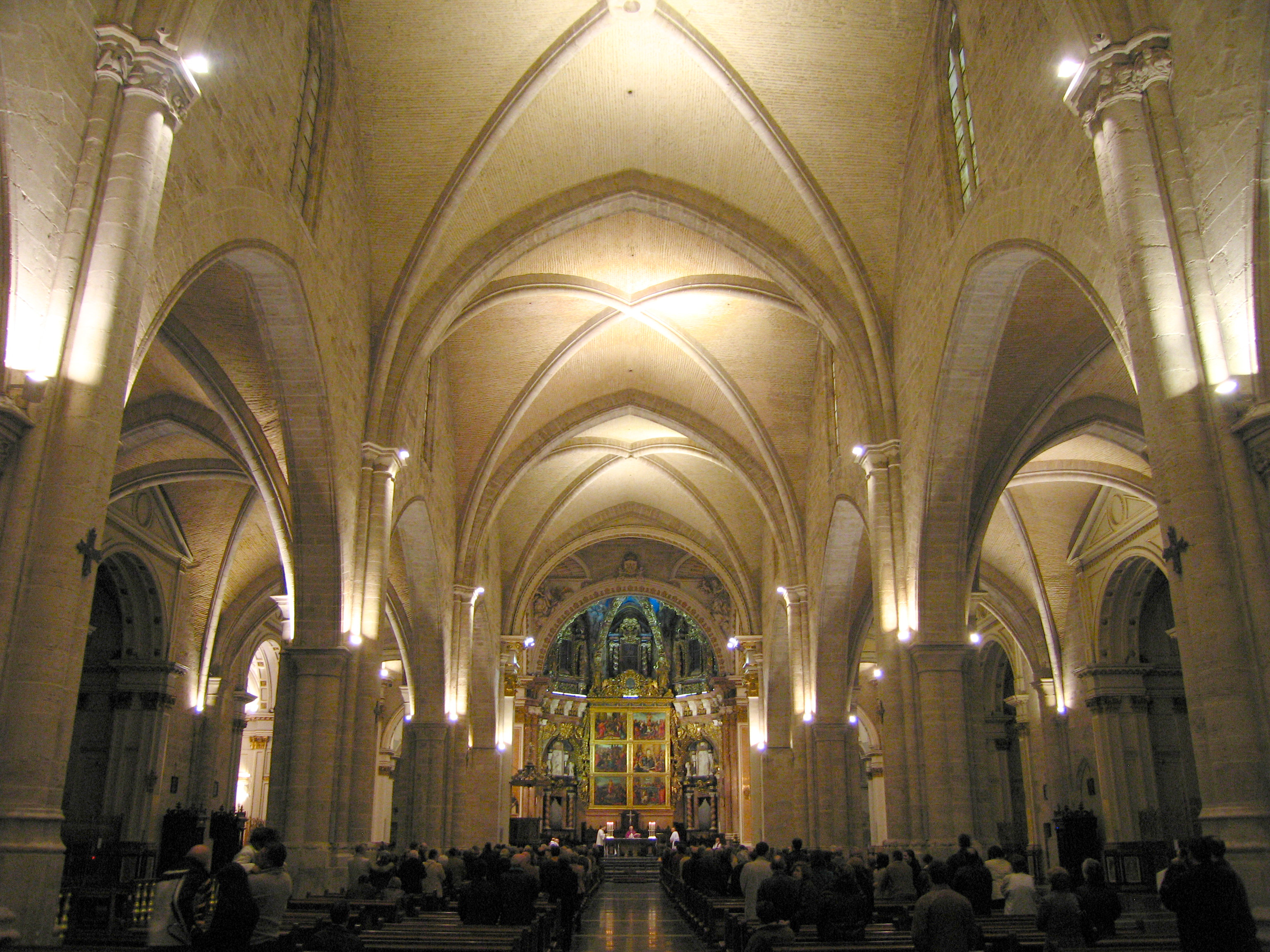
身廊
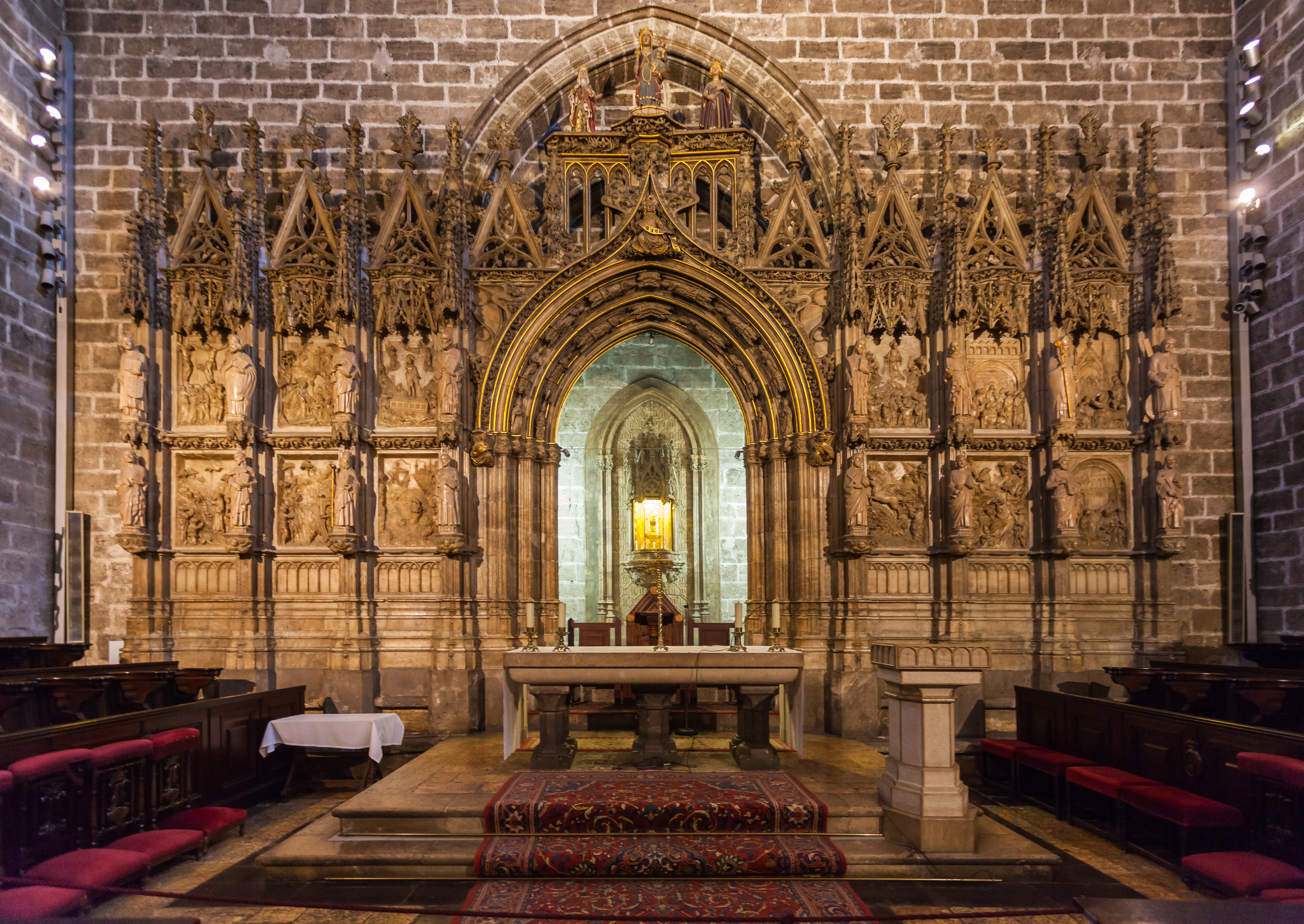
礼拝堂
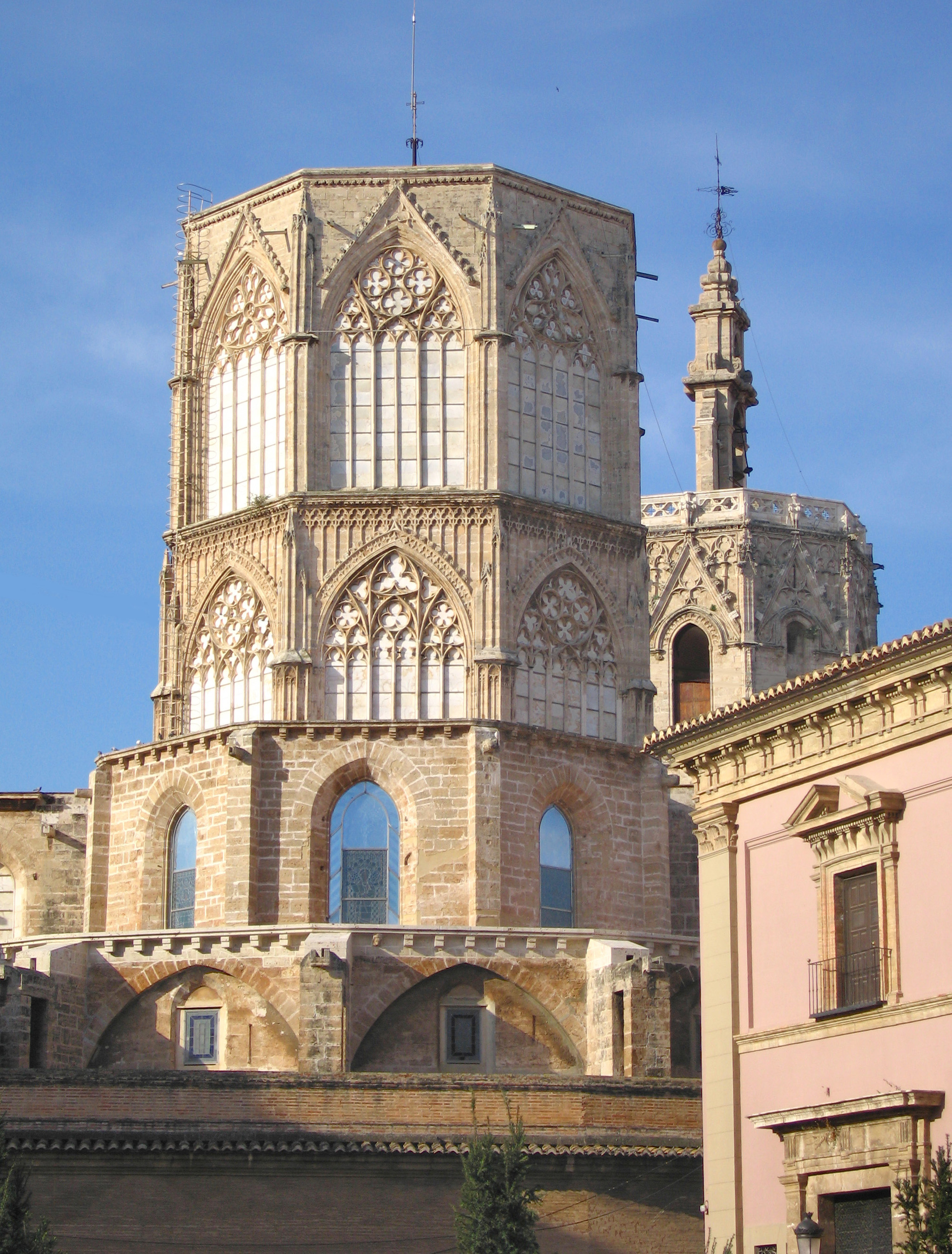
ドーム
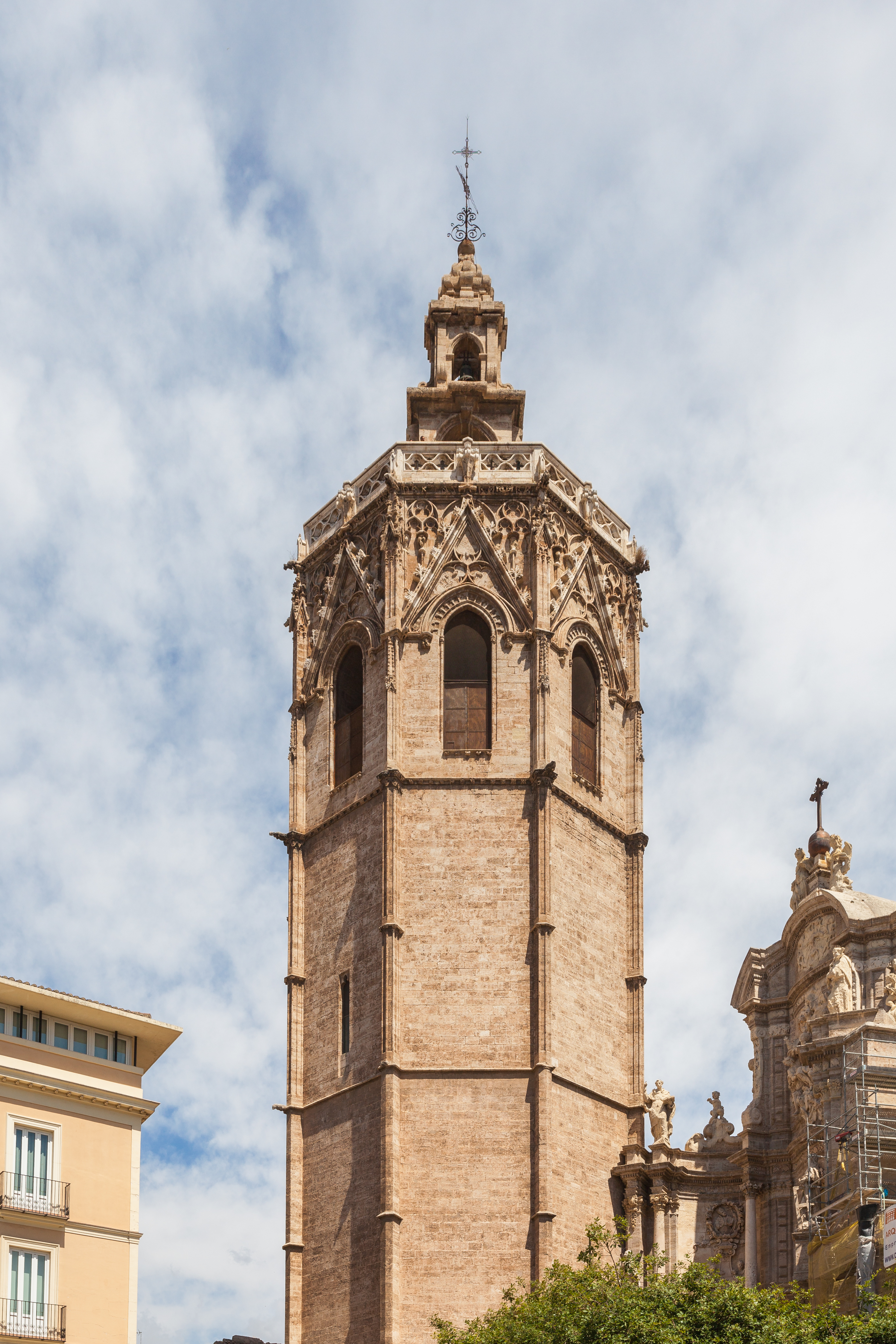
鐘楼